# 埼玉県公安委員会
埼玉県公安委員会（さいたまけんこうあんいいんかい）は、埼玉県警察を管理するため埼玉県知事所轄の下に設置される行政委員会である。5人の委員で組織される。所在地はさいたま市浦和区高砂3丁目15番1号。

## 委員
- 委員長	
  - 加村啓二　 任期：令和5年5月20日～令和8年5月19日(2期目) 弁護士
- 委員	
  - 原敏成　   　任期：令和4年8月26日～令和7年8月25日(1期目) 会社役員
  - 桐澤重彦   　任期：令和5年8月8日～令和8年8月7日(2期目) 医師
  - 佐藤久仁恵 任期：令和6年3月28日～令和9年3月27日(1期目) 自営業
  - 武田ちあき 任期：令和6年5月20日～令和9年5月19日(1期目) 大学教授

## 下部組織
- 埼玉県警察